# 艾勒特·梅泰
艾勒特·梅泰（芬蘭語：Eilert Määttä，1935年9月22日—2011年5月7日），瑞典男子冰球运动员，场上位置是前锋。他曾代表瑞典国家队参加1964年冬季奥林匹克运动会冰球比赛，获得一枚银牌。